# Tõde ja õigus
Tõde ja õigus (Wahrheit und Recht) ist der Titel einer Romanpentalogie des estnischen Schriftstellers A. H. Tammsaare (1878–1940). Die fünf Bände erschienen im estnischen Original zwischen 1926 und 1933.

## Erscheinen
Anton Hansen Tammsaare hatte bereits ein Dutzend Bücher, vorwiegend Erzählungen, publiziert, bevor er sich nach seinem ersten Roman, Kõrboja peremees (1922), an die Abfassung seines Magnum opus machte. Nach längeren Vorarbeiten schrieb Tammsaare den ersten Teil des Romans innerhalb von fünf Monaten nieder; der erste Band erschien 1926 im Tartuer „Noor-Eesti“-Verlag. Im selben Verlag kam nach einer kleinen Verzögerung 1929 der zweite Band heraus; gleichzeitig erschien die zweite Auflage des ersten Bandes. Die folgenden Bände erschienen in den Jahren 1931, 1932 und 1933.
Das Buch wurde im Exil und in Estland immer wieder neu aufgelegt und gehört zu den Klassikern der estnischen Literatur. 1981–1983 erschien der Roman als Band 6–10 der achtzehnbändigen Gesammelten Werke von Tammsaare.
Vom dritten Band bestehen zwei Versionen, da Tammsaare hiervon für die lettische und deutsche Übersetzung Ende der dreißiger Jahre eine gekürzte Fassung anfertigte. Da er eigenhändig auf das Titelblatt dieser gekürzten Fassung „Für das Estnische“ geschrieben hat, wurde sie später für alle Neuauflagen des Romans verwendet, obwohl der Autor zu Lebzeiten keine autorisierte Neufassung publiziert hatte.

## Handlung
Insgesamt zählt der fünfteilige Roman ca. 675.000 Wörter und bewegt sich damit ungefähr in der Größenordnung von Tolstois Krieg und Frieden. Auch die Zahl der auftretenden Personen ist mit ca. 170 Figuren sehr hoch.
Der Roman ist entsprechend seinem allumfassenden Titel ein groß angelegtes Gemälde von der Genese der estnischen Gesellschaft vom Ende des dritten Viertels des 19. Jahrhunderts bis zum Anfang der 1930er-Jahre hinein. Hauptperson ist der Bauernsohn Indrek Paas, dessen Schicksal von der Geburt an verfolgt wird.

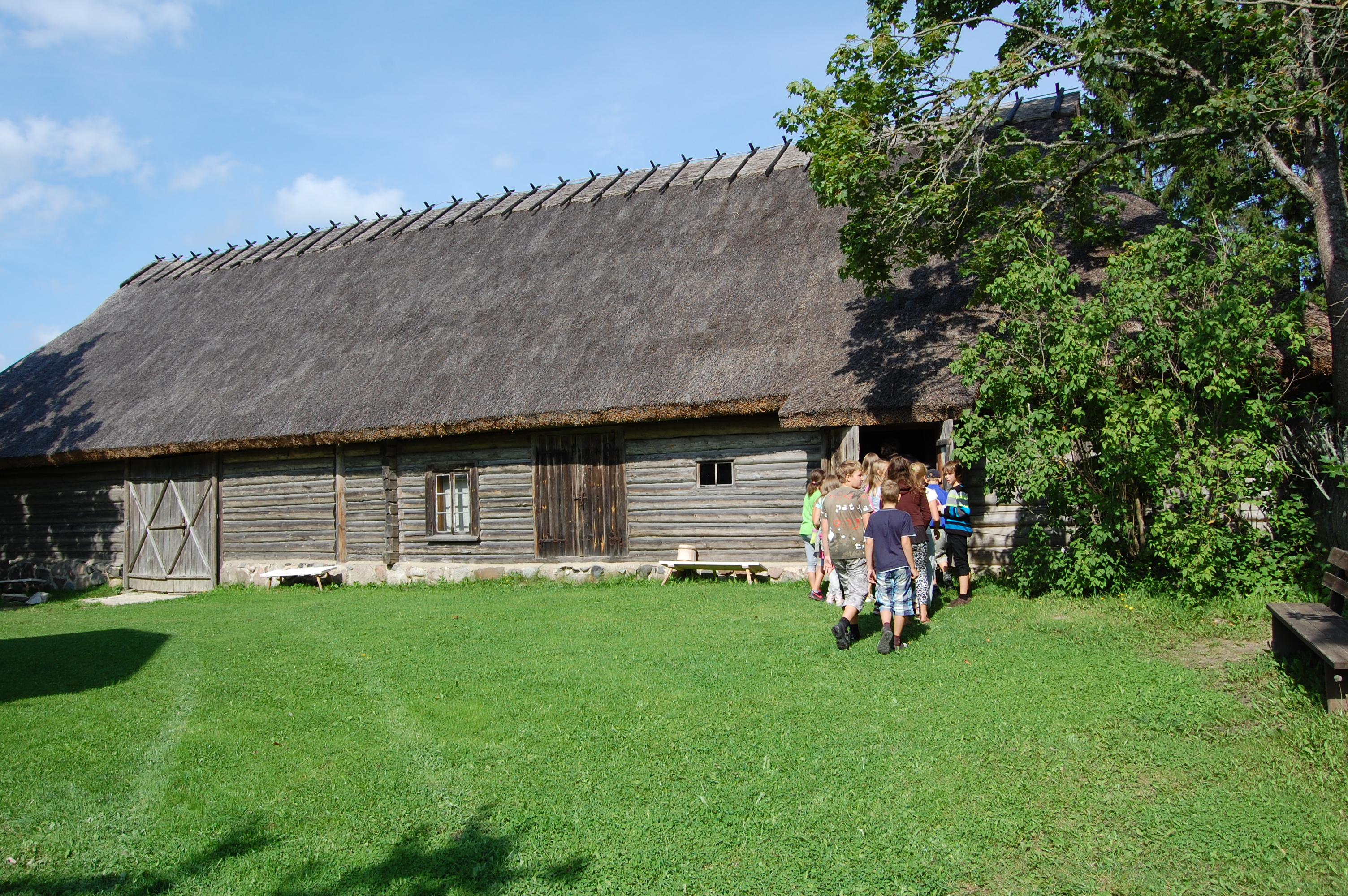
Tammsaares Geburtshaus

Der erste Band (1926; deutsch unter dem Titel Wargamäe, 1938, erneut 1970, s. u.) beginnt mit der Ankunft der Eltern von Indrek Paas, Andres und Krõõt, auf einem neu erworbenen Bauernhof. Der Autor verwendet hier viel autobiographisches Material und schildert den mühseligen Existenzaufbau seines Vaters, wozu neben der Trockenlegung eines Sumpfes auch die ständigen Streitigkeiten mit einem faulen und verschlagenen Nachbarn gehören. Dieser Pearu, so sein Name, ist später das Sinnbild für den neidenden Nachbarn geworden, und er hatte ebenfalls ein reales Vorbild, nämlich den Großvater des Schriftstellers Ilmar Sikemäe, der der Nachbar von Tammsaares Vater war. Ferner ist die Kindheit von Indrek sicherlich der Kindheit des Autors nachempfunden worden. Indrek ist der Sohn der zweiten Frau von Andres, der ehemaligen Magd Mari. Sie war nach Krõõts Tod im Kindbett zur Pflege der Kinder zu Andres gezogen, was ihren Mann jedoch in den Selbstmord trieb. An derlei persönlichen Schicksalsschlägen ist der Roman reich: Krankheit und Tod, Verzweiflung und Selbstmord, Zerwürfnisse und Gottesstrafen nehmen viel Raum ein.

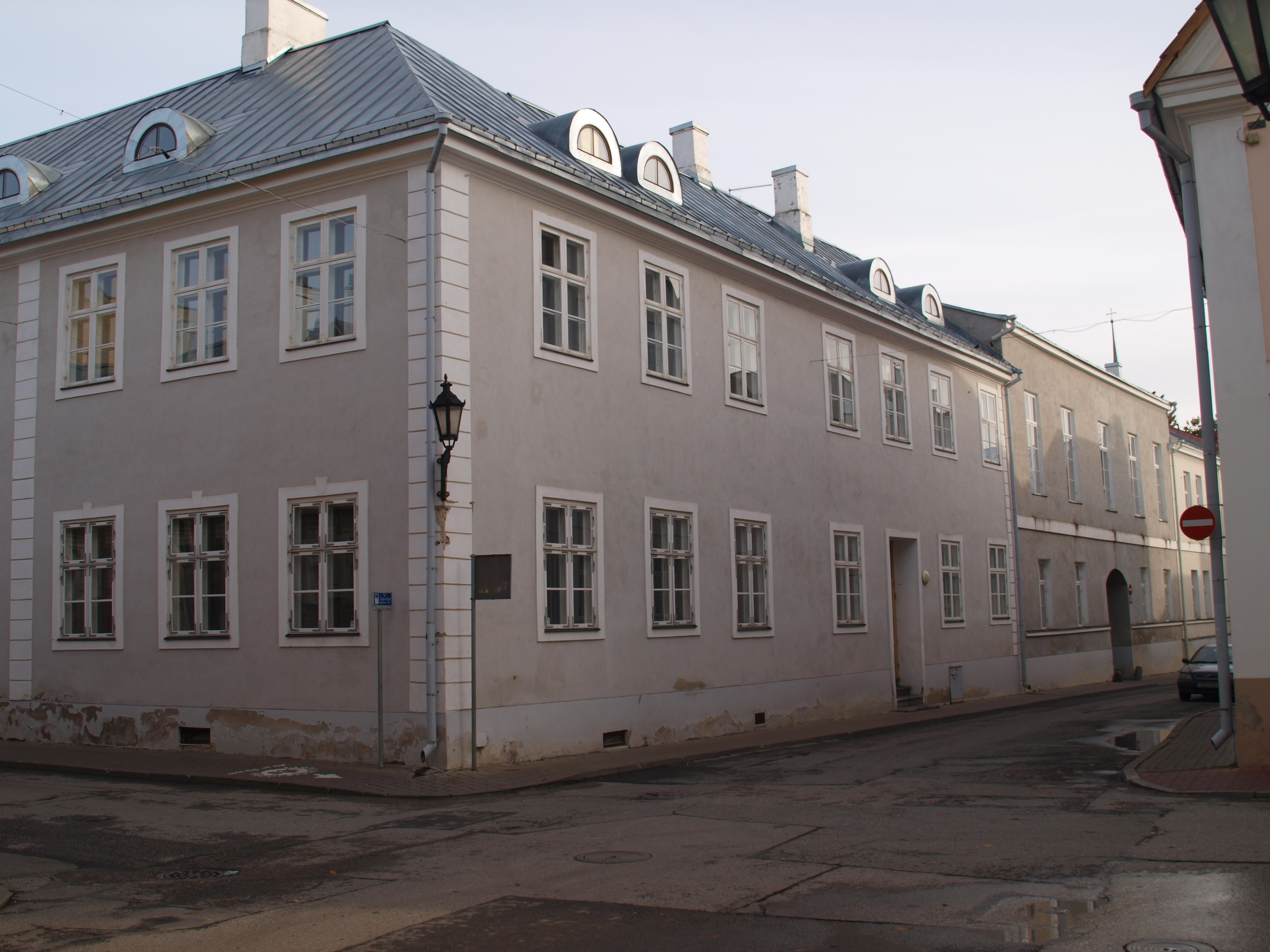
Hugo-Treffner-Gymnasium

Der zweite Band (1929; deutsch unter dem Titel Indrek, 1939, erneut 1980) schildert Indreks Schulzeit in Tartu und weist ebenfalls autobiografische Züge auf, da der hier abgebildete Schuldirektor Maurus mit Hugo Treffner, dem Leiter der Privatschule, die Tammsaare von 1898 bis 1903 besuchte, ähnelt. Nach dem berühmten Schulroman Kevade ('Frühling', 1912/13) von Oskar Luts, der eines der populärsten Bücher in Estland ist, war dies der zweite bedeutende Roman, der in der Schule spielte. Diese Tradition wurde später von Jaan Kross mit seinem Roman Wikmani poisid (1988) fortgesetzt. In der Schule kommt Indrek mit Deutschen, Russen und Letten in Berührung, er taucht ein in die Welt des Wissens, liest und lernt viel und beschäftigt sich mit existenziellen Fragen. Außerdem macht er auch seine ersten Bekanntschaften mit Frauen, sowohl mit begehrenswerten als auch mit bemitleidenswerten wie der kleinen gelähmten Tiina, der er mit einem vagen Heiratsversprechen Trost spenden will. Letztendlich verliert er in dieser Phase auch den von Zuhause mitgegebenen Glauben an Gott.

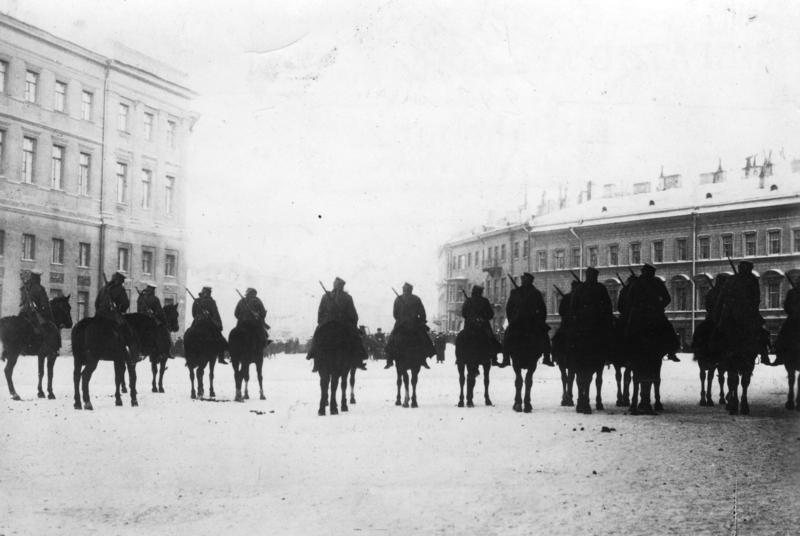
Militär vor dem Winterpalast

Der dritte Band (1931; deutsch als zweiter Teil in Indrek enthalten, erneut 1983 unter dem Titel Wenn der Sturm schweigt) spielt ganz im Revolutionsjahr 1905, das Indrek in der Hauptstadt Tallinn erlebt. Hier gerät er mit revolutionären Kreisen in Kontakt, liest sozialistische Literatur und sympathisiert mit ihnen. Einerseits berauscht ihn der Gedanke von politischer Freiheit, andererseits wendet er sich bald enttäuscht von den Revolutionären ab, weil er in ihren Brandstiftungen auf den deutschen Gütern nur Zerstörungswut und keinen konstruktiven Aufbau sehen kann. Gleichzeitig wird er in eine tragische Liebesbeziehung verstrickt, die mit dem Tod der Frau endet, nachdem sie von der Spitzeltätigkeit ihres Vaters erfahren hat. Indrek geht am Ende des Buches vorübergehend zurück auf den elterlichen Hof. Auch hier sind die Nachwirkungen der Revolution zu spüren: Sein Bruder, der zeitweilig die Republik auf dem Hof ausgerufen hatte, wird von einem Strafbataillon erschossen, sein Vater wird ausgepeitscht. Seine Mutter Mari ist todkrank und fleht Indrek an, ihrem Leiden ein Ende zu setzen, was dieser mit Hilfe eines befreundeten Apothekers aus der Stadt auch tut.

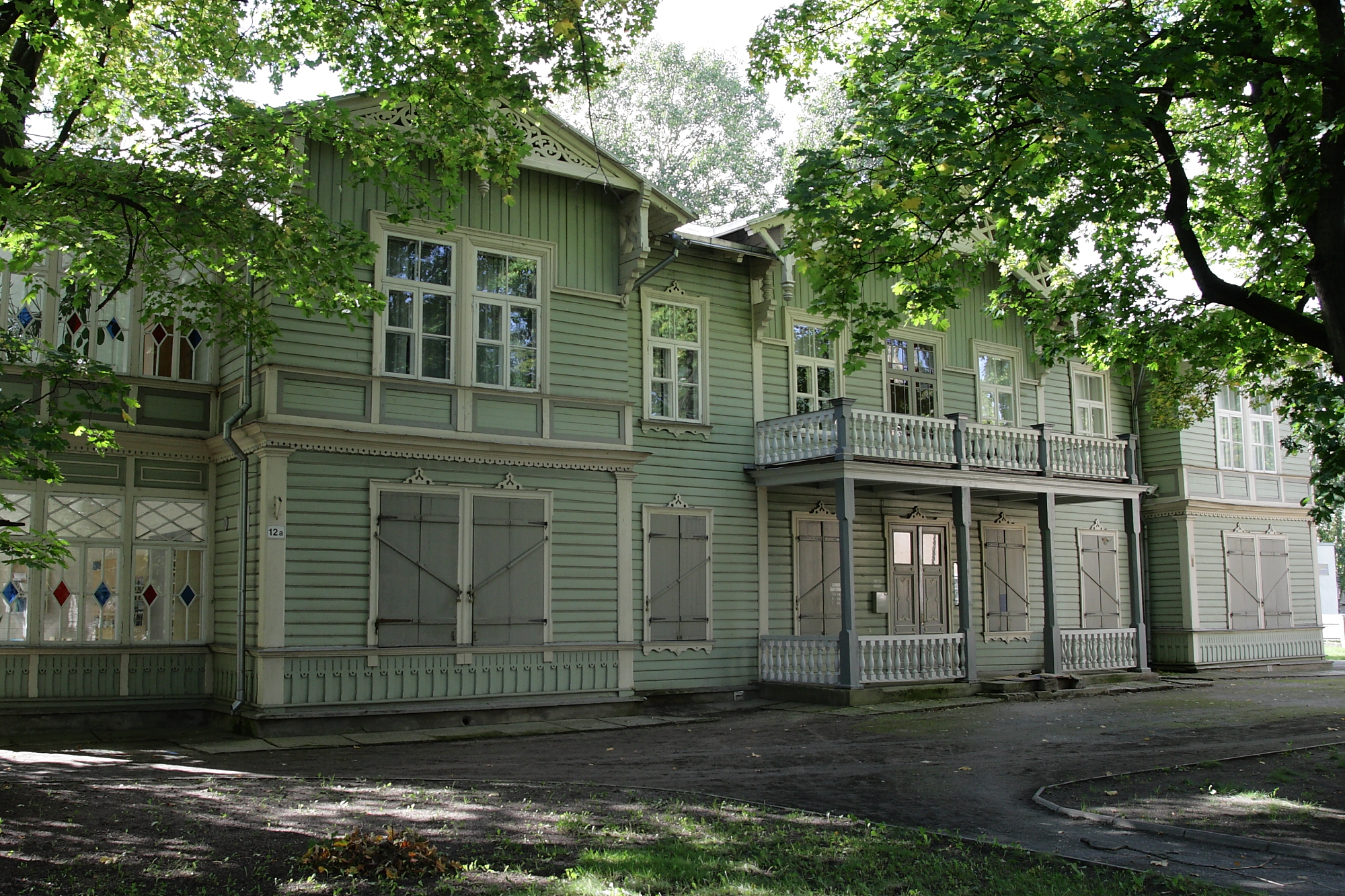
Wohnhaus von Tammsaare in Tallinn, wo er von 1931 bis 1940 lebte

Im vierten Band (1932; deutsch unter dem Titel Karins Liebe, 1940, erneut 1988) befindet sich Indrek nach einem Zeitsprung von ungefähr zwanzig Jahren in den Anfangsjahren der estnischen Republik in Tallinn. Indrek arbeitet als Lehrer und ist materiell abgesichert, aber sein Privatleben ist unerfüllt, seine Ehe mit Karin zerrüttet. Auch die Nebenerscheinungen der modernen Gesellschaft, wozu Wirtschaftskrise, Spekulantentum und Sensationspresse gehören, machen Indrek das Leben schwer. Im Affekt schießt Indrek auf seine Frau, trifft sie aber nicht tödlich. Im anschließenden Prozess kommt Indrek mit einer Bewährungsstrafe davon, aber die Ehe ist endgültig gescheitert und am Ende gerät Karin unter eine Straßenbahn. Indrek, der in dem Hausmädchen Tiina nicht das gelähmte Mädchen aus dem zweiten Band erkannt hat, zumal sie genesen ist, flieht aufs Land.

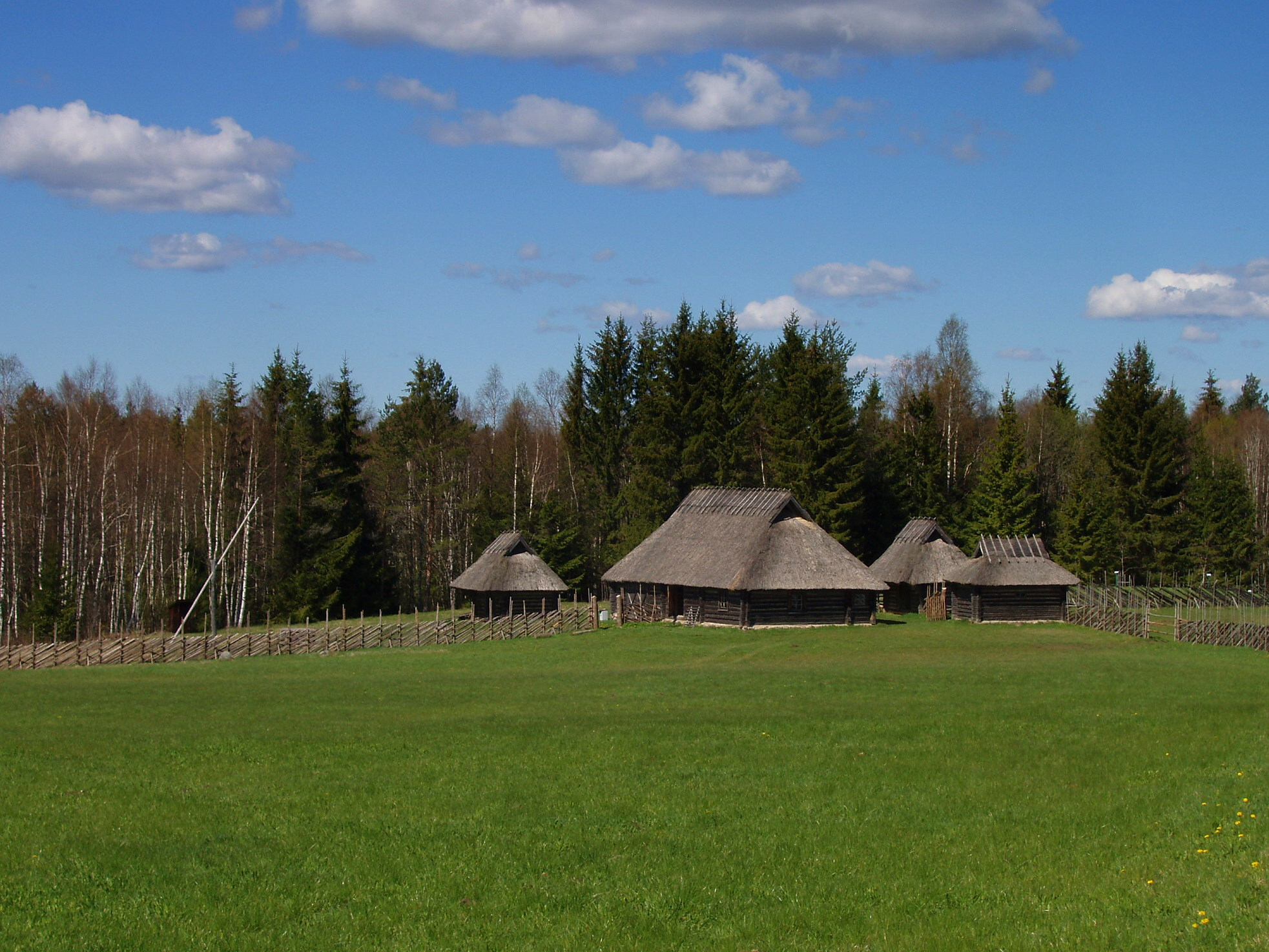
A. H. Tammsaare Museum in Vargamäe 2007

Im fünften Band (1933; deutsch unter dem Titel Rückkehr nach Wargamäe, 1941, erneut 1989) sucht Indrek, vom Leben enttäuscht, Trost auf dem elterlichen Hof. Sein Vater lebt noch, hat den Hof aber mittlerweile an Tochter und Schwiegersohn abgetreten. So bleibt viel Zeit für Gespräche mit dem Vater, die schließlich dazu führen, dass Indrek sich in körperliche Arbeit stürzt und seinem Leben dadurch wieder einen Sinn gibt. Die ursprünglich vom Vater geschmiedeten Entwässerungspläne werden nun vom Sohn fortgesetzt, so dass der Vater bald beruhigt sterben kann. Schließlich erscheint Tiina auf dem Lande und gibt sich zu erkennen, so dass Indrek sein über ein Vierteljahrhundert zurückliegendes Heiratsversprechen letztendlich einlöst und gemeinsam mit Tiina seine Zukunft gestalten will.

## Rezeption und Bedeutung
Die Aufnahme des Romanzyklus in Estland kam zunächst nur schleppend in Gang. Erst allmählich eroberte der vielschichtige und ausufernde Text seine mittlerweile alles überragende Position. Heute ist er nicht nur Pflichtlektüre in der Schule, sondern werden Teile davon auch immer wieder auf die Theaterbühne gebracht. Die größte Adelung erfuhr das Werk dadurch, dass es als Vorlage für die Realität diente: Die von Indrek im letzten Band vorgenommene Flussregulierung war eine reine Fiktion des Autors und hatte keine reale Vorlage. In den 1960er-Jahren wurde dann aber bei Tammsaares Geburtshof tatsächlich der Fluss reguliert, so dass Roman und Realität wieder in Einklang gebracht worden sind.

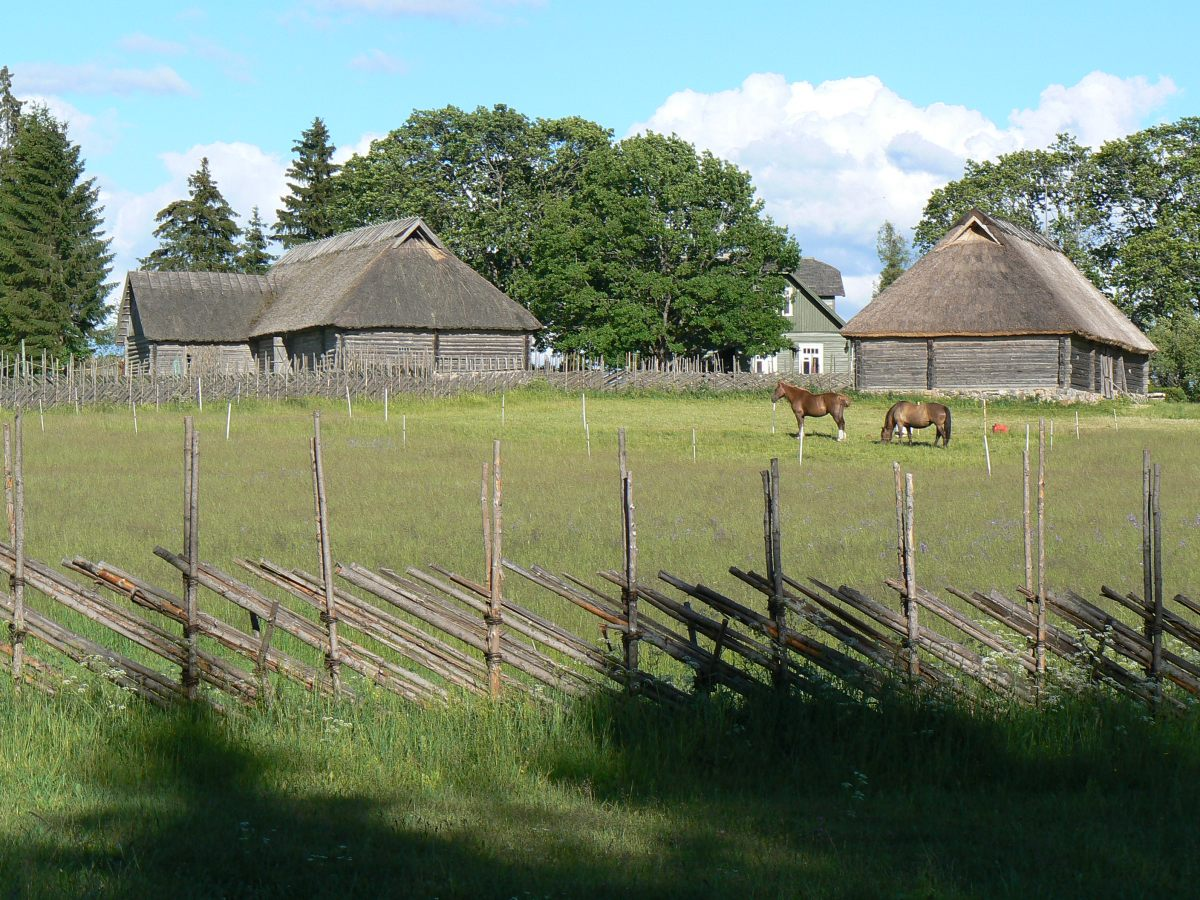

Tammsaare selbst hat in einem Brief an seinen finnischen Übersetzer Erkki Reijonen erklärt, dass es ihm in dem Roman um die Grundfragen menschlicher Existenz geht, die man unter den vier Nennern Natur, Metaphysik, Gesellschaft und Individuum zusammenfassen kann. Er verfasste den Brief am 19. Februar 1933, mithin zu einem Zeitpunkt, als der letzte Band noch nicht erschienen war:

„Ich bemühte mich in meinem Werk darum, den Menschen einmal in seinem Streit mit dem Land zu sehen, einmal mit Gott (was heutzutage ja beinahe eine Lachnummer ist), einmal mit der Gesellschaft, einmal mit seinem Privatleben und seinen Tugenden (welchselbiger Streit normalerweise der schwierigste und erschütterndste ist). Aus dieser Phase der Entwicklung oder der Kämpfe muss der Mensch entweder zur Verzweiflung oder zur Resignation gelangen (d.h. natürlich für den Fall, dass der Mensch das Leben und seine Fragen ernst nimmt), und dieses letzte Ergebnis (Verzweiflung oder Resignation) muss die fünfte Lieferung des Romans darstellen, die auch das natürliche Ende des Romans sein muss.“

## Verfilmung
2019 schuf der estnische Regisseur Tanel Toom eine Verfilmung der Pentalogie. Der Film wurde als estnischer Beitrag für die Oscarverleihung 2020 in der Kategorie Bester internationaler Film ausgewählt und schaffte es im Dezember 2019 in die Vorauswahl (Shortlist) von zehn Filmen.

## Übersetzungen

### Übersetzung ins Deutsche
Da Tammsaare bei Erscheinen des ersten Bandes kein Unbekannter mehr war, verwundert nicht, dass bereits im Jahre des Erscheinens der ersten Bandes in einer deutschen Zeitung in Estland eine Rezension erschien, in der der Roman zur Übersetzung in westeuropäische Sprachen empfohlen wurde. Allerdings hatte diese Rezension zunächst keine konkreten Folgen, und Tammsaare selbst bemühte sich um die Übersetzung seines Werkes ins Deutsche, indem er bereits 1930 einen Vertrag mit einem deutschen Übersetzer schloss.
Dennoch kam ein Vertrag mit einem deutschen Verlag erst 1937 zustande, und zwar mit dem Berliner Verlag Holle & Co, der von dem Niederländer Gérard Du Ry van Beest Holle geleitet wurde. Da sich der Verlag nicht gleich auf die Herausgabe der gesamten Pentalogie festlegen wollte, wurde für den ersten Band ein eigener Titel gewählt, was dazu führte, dass die Folgebände gleichfalls eigene Überschriften erhielten:
- Wargamäe. Roman aus Estland. Berechtigte Uebertragung aus dem Estnischen von Edmund Hunnius. Berlin: Holle & Co. Verlag 1938. 491 S.

- Indrek. Roman aus Estland. Berechtigte Übertragung aus dem Estnischen von Edmund Hunnius. Berlin: Holle & Co 1939. 673 S.

- Karins Liebe. Roman aus Estland. Berechtigte Übertragung aus dem Estnischen von Edmund Hunnius. Berlin: Holle & Co 1940. 386 S.

- Rückkehr nach Wargamäe. Roman aus Estland. Berechtigte Übertragung aus dem Estnischen von Edmund Hunius [sic]. Berlin: Holle & Co 1941. 427 S.

In der Forschung ist bisweilen betont worden, die Aufnahme von Tammsaares Hauptwerk in Deutschland habe „unter einem wenig günstigen Stern“ gestanden, womit die Nazizeit und der Zweite Weltkrieg gemeint sind. Das ist nur teilweise korrekt, denn erstens war die Aufnahme des Eröffnungsbandes überaus positiv (s. u.), und zweitens haben die politischen Umstände paradoxerweise der Rezeption genutzt: Da die angloamerikanische Literatur in Deutschland nicht mehr rezipiert werden konnte (weil es sich schließlich um Kriegsgegner handelte), wandte man sich anderen Literaturen zu, und dabei eben auch kleineren und unbekannteren.
Der erste Band wurde über sechzig Mal in der deutschen Presse rezensiert, und nahezu alle Besprechungen waren positiv. Da der Verlag auf dem Klappentext eine Parallele zum Roman Die Bauern des polnischen Literaturnobelpreisträgers Władysław Reymont aus dem Jahre 1924 gezogen hatte, erwähnten auffallend viele Rezensenten dieses Werk. Andere Autoren, mit denen Tammsaare regelmäßig verglichen wurde, waren Knut Hamsun, Fjodor Michailowitsch Dostojewski und Lew Nikolajewitsch Tolstoi. Die wiederholte Bemühung von Hamsun hat sogar dazu geführt, dass die slowakische Übersetzung als Verfasser von Anton Hamsun Tammsaare sprach!
Eine der bedeutendsten Rezension entstammte der Feder des deutschen Exilautors Ernst Weiß und ist in der Pariser Tageszeitung vom 10. Juni 1939 erschienen. Weiß zählt Tammsaares Werk zu den „grossen und auch durch einen gewaltigen äusseren Erfolg bestätigten Leistungen“ und sieht in dem Roman ein Werk, „das von einer ganz anderen Welt Kunde gibt – und von einer ganz anderen Art Meisterschaft und Menschlichkeit.“ Er betont, dass Tammsaare sich mit Tolstoi messen kann: „… wenn die folgenden Bände sich auf der Höhe des ersten halten, wird das Ganze ein Werk darstellen, das nicht allzu weit hinter Krieg und Frieden zurücksteht. In einem bestimmten Punkt ist er Tolstoi sogar etwas überlegen, er hat echten Humor...“
Die positive Aufnahme des ersten Bandes seitens der Literaturkritik führte dazu, dass der Verlag die Serie fortsetzte und trotz des einsetzenden Krieges auch vollendete. Während der zweite Band noch reichlich und positiv rezensiert wurde, ebbten die Rezensionen danach ab. Aufs ganze gesehen kann die Aufnahme des Romans in Deutschland aber als positiv betrachtet werden.
Hierfür spricht ferner, dass in der DDR eine komplette Neuübersetzung veranstaltet wurde, die in fünf Bänden erschien:
- Wargamäe. Roman aus Estland. Übersetzung aus dem Estnischen von Dr. A.E. Graf. Leipzig: Paul List Verlag 1970. 586 S.

- Indrek. Roman. Übersetzung aus dem Estnischen von Eugenie Meyer. Mit einem Nachwort von Eerik Teder. Leipzig: Paul List Verlag 1980. 472 S.

- Wenn der Sturm schweigt. Ein Roman über das Jahr 1905. Übersetzung aus dem Estnischen von Eugenie Meyer. Leipzig: Paul List Verlag 1983. 291 S.

- Karins Liebe. Roman. Übersetzung aus dem Estnischen von Eugenie Meyer. Leipzig, Weimar: Gustav Kiepenheuer Verlag 1988. 526 S.

- Rückkehr nach Wargamäe. Roman. Übersetzung aus dem Estnischen von Eugenie Meyer. Leipzig, Weimar: Gustav Kiepenheuer Verlag 1989. 517 S.

### Übersetzungen in andere Sprachen
Komplett liegt der Roman außer auf Deutsch bislang in fünf weiteren Sprachen vor:
- Lettisch: Zeme un mīlestība. Ar autora atlauju tulkojusi Elīna Zālīte. Rīgā: Valtera un Rapas akc. 1936. 438 S.; Zeme un mīlestība. II. Tulk. Elīna Zālīte. Rīgā: Valtera un Rapas akc. 1936. 554 S.; Zeme un mīlestība. III. Tulk. Elīna Zālīte. Rīgā: Valtera un Rapas akc. 1936. 422 S.

- Französisch: La Terre-du-Vouleur. Adapt. franç. d’Elisabeth Desmarest. Paris: Trémois 1944. 400 S.; Indrek. Adapt. franç. de Ellen Terrence. Paris: Trémois 1946. 282 S.; Jours d‘émeutes. Adapt. franç. de Gilberte Audouin-Dubreuil. Paris: Trémois 1947. 277 S.; Les amours de Karin. Adapt. franç. de Gilberte Audouin-Dubreuil. Paris: Trémois 1947. 294 S.; Retour à la Terre-du-Vouleur. Adapt. franç. de Gilberte Audouin-Dubreuil. Paris: Trémois 1948. 320 S.

- Neuübersetzung auf Französisch: La Colline-du-Voleur. Vérité et Justice tome 1. Trad. par Jean Pascal Ollivry. Paris: Gaïa 2009. 682 S.; Indrek. Vérité et Justice tome 2. Trad. par Jean Pascal Ollivry. Paris: Gaïa 2009. 510 S.; Jours d'émeutes. Vérité et justice tome 3. Trad. par Jean-Pierre Minaudier. Paris: Gaïa 2009. 322 S.; Indrek et Karin. Vérité et Justice, tome 4. Trad. par Eva Toulouze. Paris: Gaïa 2010. 526 S.; Retour à la Colline-du-Voleur. Vérité et Justice tome 5. Trad. par Jean Pascal Ollivry. Paris: Gaïa 2010. 500 S.

- Tschechisch: Dva rody z Vargamäe. Přel. Věra Kružiková. Praha: Svoboda 1976. 401 S.; Indrek z Vargamäe. Přel. Věra Kružiková. Praha: Svoboda 1980. 312 S.; Indrek mezi vzbouřenci. Přel. Nadežda Slabihoudova; doslov napsal dr. Vladimir Macura. Praha: Svoboda 1981. 191 S.; Indrek a Karin. Přel. Nadežda Slabihoudova. Praha: Svoboda 1982. 246 S.; Návrat na Vargamäe. Přel. Nadežda Slabihoudova. Praha: Svoboda 1983. 264 S.

- Russisch: Варгамяэ. Πеревод с эстонского Р. Минны. Москва : Художественная литература, 1966. 598 S.; Индрек. Πеревод с эстонского Марии Кулишовой и Ольги Наэль. Москва: Художественная литература 1966. 708 S.; Любовь Карин. Перевод: А. Томберга и В. Шацкова. Москва : Художественная литература 1967. 350 S.; Возвращение. Перевод с эстонского Л. Тоом. Москва : Художественная литература 1967. 374 S.

- Finnisch: Totuus ja oikeus 1. Maan lupaus. Suomentanut ja saatesanan kirjoittanut Juhani Salokannel. Helsinki: Otava 2002. 773 S.; Totuus ja oikeus 2. Koulutie. Suomentanut ja saatesanan kirjoittanut Juhani Salokannel. Helsinki: Otava 2004. 575 S.; Totuus ja oikeus 3. Surmatulet. Suomentanut Juhani Salokannel. Helsinki: Otava 2007. 348 S.; Totuus ja oikeus 4. Kuolemantanssi. Suomentanut ja saatesanan kirjoittanut Juhani Salokannel. Helsinki: Otava 2011. 668 S.; Totuus ja oikeus 5. Kotiinpaluu. Suomentanut ja saatesanan kirjoittanut Juhani Salokannel. Helsinki: Otava 2013. 634 S.; vor dem Krieg waren Band 1 (1932) und Band 5 (1935) in der Übersetzung von Erkki Reijonen auf Finnisch erschienen.

In einigen Sprachen sind Teilbände erschienen:
- Niederländisch, Band 1 und 2: Wargamäe. Uit het Estisch vertaald door Mr. Anna C. van den Bosch en Henriëtte Roosenburg. 's-Gravenhage: De kern 1941. 319 S.; Indrek. Roman uit Estland. Vertaald door Co Kars. 's-Gravenhage: De kern 1941. 358 S.
- Ungarisch, Band 1: Orcád verítékével. Ford. Bereczki Gábor. Budapest: Európa 1967. 586 S.

- Polnisch, Band 1: Wargamäe. Przeł. [aus dem Deutschen] Janina Nowak. Poznań: Wydawnictwo Poznańskie 1971. 216 S.

- Slowakisch, Band 1: Dva rody z Vargamäe. Prel. [aus dem Russischen] Ružena Dúbravová. Bratislava: Slovenský spisovateĺ 1973. 555 S.

- Litauisch, Band 1 und 2: Tiesa ir teisingumas I. Iš estų kalbos Danutė Sirijos Giraitė. Vilnius: Vaga 2009. 558 S.; Tiesa ir teisingumas II. Iš estų kalbos Danutė Sirijos Giraitė. Vilnius: Vaga 2017. 414 S.

- Bulgarisch, Band 3: Правда и справедливост. превод от естонски Дора Янева-Медникарова. Ruse: Avangard 2011. 252 S.

- Englisch, Band 1: Truth and Justice. Andres and Pearu. Transl. by Inna Feldbach and Alan Peter Trei. Haute Culture Books 2014. 642 S.

## Zitate
- „Arbeite und müh dich ab, dann kommt die Liebe von selbst …. “ (Band 1 der deutschen Übersetzung, 1938, S. 488)

- „Das ist kein tolles Zeug, sondern die reine Wahrheit“, erklärte Indrek. „Überall in der Welt weiß man das schon längst, weil da mehr Bildung und Gerechtigkeit herrscht, nur hier in Rußland sind wir zurückgeblieben. Wenn erst alle Menschen einmal gebildet sein werden, dann wird niemand mehr an Gott glauben. Das habe ich auch Herrn Maurus gesagt, das sage ich Ihnen und werde ich allen sagen, denn das ist die Wahrheit.“ (Band 2 der deutschen Übersetzung, 1939, S. 379–380)

- „Die menschliche Kultur entwickelt sich in zwei Richtungen, einerseits wird die Persönlichkeit kultiviert und mit allen ihr zukommenden gesetzlichen Rechten und Pflichten ausgestattet, andrerseits wird eben diese Persönlichkeit zum öffentlichen Markttier herabgewürdigt, das jeder betasten kann, dem der Sinn danach steht.“ (Band 3 der deutschen Übersetzung, 1940, S. 366)